# Claudio Caligari
Claudio Caligari (Arona, 7 de febrero de 1948 - Roma, 26 de mayo de 2015) fue un director de cine y guionista italiano. Terminó su última película, Non essere cattivo, pocos días antes de morir.

## Biografía
Caligari nació en Arona, Piamonte en 1947. Comenzó su carrera como documentalista, colaborando frecuentemente con el actor Franco Barbero; su primer trabajo fue Perché droga (1975).  Hizo su debut cinematográfico en 1983, con el drama centrado en las drogas Amora tossico (Toxic Love), que ganó el Premio De Sica en el 40.º Festival Internacional de Cine de Venecia .   Quince años después dirigió otra obra, el neo-noir El aroma de la noche.  Finalizó el montaje de su tercera y última película, Non essere cattivo, pocos días antes de morir a causa de un tumor. 

## Filmografía
- Lotte nel Belice (1977)
- Amore tossico (1983)
- L'odore della notte (1998)
- Non essere cattivo (2015)